# Joaquín de Mosquera y Figueroa
Pour les articles homonymes, voir Arboleda (homonymie).
Joaquín de Mosquera-Figueroa y Arboleda Vergara est un homme politique et administrateur espagnol. Originaire de la Nouvelle-Grenade, il fut président de la régence du royaume d'Espagne en 1812.

## Biographie

### En Amérique
Originaire de Popayán, dans l'actuelle Colombie, Joaquín de Mosquera-Figueroa y Arboleda appartient à une des familles les plus aristocratiques de la Nouvelle-Grenade, et fait carrière dans l'administration du vice-royauté. Il devient gouverneur de Carthagène des Indes en 1785 et oidor des Reales Audiencias de Santa Fe, Quito, Mexico et Caracas jusqu'en 1809.
Durant son mandat à Santa Fe, en 1791, il se heurte à l'alcalde d'alors, Antonio Nariño, pour l'autorité sur la ville. De même, en 1794, il est chargé de poursuivre Nariño pour la traduction et la publication de la Déclaration des droits de l'homme et du citoyen de 1789.
À Caracas il affronte la Conjuration des Mantuanos (es) en 1808.

### En Espagne
Il est élu député aux Cortes de Cadix et arrive dans cette ville en 1810. Le 22 janvier 1812, la régence du royaume s'étant constitué, il en assume la fonction de président jusqu'au 15 juin de la même année. Au cours de son mandat est proclamée la Constitution espagnole de 1812.
Pour sa loyauté à la couronne de Ferdinand VII d'Espagne, il est décoré de l'Ordre d'Isabelle la Catholique.

## Vie privée
On sait peu de sa vie privée. 
Son frère était l'hacendero Jose Maria de Mosquera Arboleda Figueroa dont deux des fils furent élus présidents de Colombie : Joaquín et Tomás Cipriano.